# Honda VT 600C Shadow
Honda VT 600C Shadow je motocykl kategorie chopper, vyvinutý firmou Honda, vyráběný v letech 1988–2008. Technické parametry se v průběhu výroby mírně měnily. Konkurenci představují Yamaha XV 535 Virago a novější Yamaha XVS 650 DragStar.
Původně čtyřstupňová převodovka byla od roku 1996 nahrazena pětistupňovou. Byla vyráběna v letech 1988–2005 i v Brazílii.

## Technické parametry
- Rám: dvojitý kolébkový ocelový
- Suchá hmotnost: 199 kg
- Pohotovostní hmotnost: 212 kg
- Maximální rychlost: 149 km/h
- Spotřeba paliva: 4,9 l/100 km